# جيمس سكوكروفت
جيمس سكوكروفت (بالإنجليزية: James Scowcroft)‏ (15 نوفمبر 1975 في المملكة المتحدة - ) هو لاعب كرة قدم بريطاني في مركز الهجوم. شارك مع منتخب إنجلترا تحت 21 سنة لكرة القدم. أما مع النوادي، فقد لعب مع إيبسويتش تاون وكريستال بالاس وكوفنتري سيتي وليستر سيتي ونادي ليتون أورينت وبري تاون.

## وصلات خارجية
- جيمس سكوكروفت على موقع قاعدة بيانات كرة القدم.إي يو (الإنجليزية)
- جيمس سكوكروفت على موقع Soccerbase.com (لاعب) (الإنجليزية)
- جيمس سكوكروفت على موقع عالم كرة القدم.نت (الإنجليزية)